# Gloom (EP)
Gloom es el tercer EP de la banda estadounidense de deathcore, Job for a Cowboy. Se hizo disponible en formato digital y físico a través de pedidos por correo solamente el 7 de junio de 2011. El EP fue limitado a sólo 2.500 copias físicas, y cuando se le preguntó por qué era, el vocalista Jonny Davy dijo: "Me siento como que es el tipo de la banda, donde tantas personas simplemente ilegal descargar nuestros archivos, en primer lugar. ¿Por qué no tienen los recalcitrantes tienen algo para emocionarse a tener en sus manos? ".
Esta es la primera grabación de estudio en presentar al bajista Nick Schendzielos y al guitarrista Tony Sannicandro después de que los exmiembros Bobby Thompson y Brent Riggs se separaron de la banda en 2010, por lo tanto, toda la actuación de Thompson en el EP fue reemplazada por la de Sannicandro.

## Lista de temas
Todas las canciones escritas y compuestas por Job for a Cowboy. 
| N.º | Título                        | Duración |  |
| 1.  | «Misery Reformatory»          | 3:54     |  |
| 2.  | «Plastic Idols»               | 4:44     |  |
| 3.  | «Execution Parade»            | 3:04     |  |
| 4.  | «Signature of Starving Power» | 3:45     |  |

## Personal

### Band
- Jon Rice - batería
- Jonny Davy – voz
- Al Glassman – guitarra
- Tony Sannicandro – guitarra, coro
- Nick Schendzielos - bajo

### Production
- Jason Suecof – production, engineering, mixing
- Alan Douches - mastering
- Brent E.White - artwork